# منتخب ساموا لاتحاد الرغبي
منتخب ساموا الوطني لاتحاد الرغبي (بالساموية: Manu Samoa)‏ هو ممثل ساموا الرسمي في المنافسات الدولية في اتحاد الرغبي . تأسس في 18 أغسطس 1924.